# 库尔杜瓦迪
库尔杜瓦迪（Kurduvadi），是印度马哈拉施特拉邦Solapur县的一个城镇。总人口22773（2001年）。

## 人口
该地2001年总人口22773人，其中男性11767人，女性11006人；0—6岁人口2847人，其中男1606人，女1241人；识字率73.92%，其中男性为80.18%，女性为67.23%。